# Tarquinio Jacometti
Tarquinio Jacometti (Recanati, ... – Recanati, ...; fl. XVII secolo) è stato uno scultore e fonditore italiano.

## Biografia
Nato a Recanati e nipote dello scultore e fonditore Antonio Calcagni, presso il quale iniziò il mestiere. Dopo la morte del Calcagni, Tarquinio Jacometti portò a termine la Porta Monumentale destra della Basilica di Loreto assieme a Sebastiano Sebastiani. Lavorò poi come scultore con il fratello, Pier Paolo Jacometti con cui realizza la Fontana dei Galli (1614 - 1616) e la Fontana Maggiore (1619 - 1620), entrambe a Loreto. Lavorano poi per Faenza, Macerata, Recanati, Osimo e Ascoli Piceno.

## Opera
- Medaglione ritratto del Cardinal Gallo (1613),
- Fontana dei Galli, (1614 - 1616) Loreto
- decorazioni per la Fontana Maggiore, (1619 - 1620) Piazza della Madonna, Loreto
- Bronzi per la fontana di Piazza Maggiore (1619 - 1620), Faenza
- Bronzi del Fonte Battesimale, (1623) Cattedrale di San Flaviano, Recanati
- Busto del Cardinale Pio di Savoia (1623), Recanati
- Busto del Cardinale Pio di Savoia (1623), Macerata
- Fonte Battesimale  (1629) Battistero, Osimo
- Monumento Commemorativo di Vincenzo Cataldi  (1630) Chiesa di San Francesco, Ascoli Piceno